# Mavis Staples
Pour les articles homonymes, voir Staples (homonymie).
Mavis Staples, née le 10 juillet 1939 à Chicago, est une chanteuse de soul, gospel et blues américaine et une activiste pour les droits civiques.
Elle et son groupe, les Staples Singers, deviennent des figures du combat pour les droits civiques dans les années 1960 au côté de Martin Luther King Jr. avec lequel le groupe voyage et chante. Mavis chante notamment pour King lors des Marches de Selma à Montgomery. 
Les «freedom songs» des Staple Singers valent au groupe de remporter un Grammy Lifetime Achievement Award en 2005. On retrouve parmi les chansons à succès du groupe Freedom Highway, I'll take you there, The weight, Let's do it again et Respect yourself.
De son côté, Mavis enregistre son premier album solo en 1969 et s'entoure des plus grands comme Prince (producteur de l'album The Voice en 1993) ou encore Bob Dylan, Ray Charles et George Jones. Dans les années 2000, la chanteuse opte pour des sonorités plus rock, continue de se produire sur scène et s'entoure d'artistes contemporains, notamment Jeff Tweedy, Arcade Fire, Gorillaz. 
En 2017, elle intègre le Blues Hall of Fame et reçoit en 2018 le Lifetime Achievement Award lors des National Arts Awards. Elle est par ailleurs membre depuis 1999 du Rock & Roll Hall Of Fame et honorée en 2006 par le Kennedy Center. À cheval entre gospel, rock&roll et pop, Mavis Staples a traversé sept décennies de musique et imposé sa voix rauque et chaude.  

## Biographie
Elle commence sa carrière en 1950 au cœur des Staple Singers, un groupe familial de gospel fondé par son père Roebuck Staples et dans lequel chantent Mavis, ses sœurs Cleotha et Yvonne, et leur frère Pervis. La voix grave et puissante de Mavis devient rapidement la marque de fabrique du groupe, surnommé « God's Greatest Hitmakers » (les meilleurs faiseurs de succès de Dieu). Après plus de dix ans de tournées effectuées d'église en église sur la « route du gospel », les Staple Singers s'engagent dans le mouvement des droits civiques de Martin Luther King (dont Roebuck Staples est un ami) et ajoutent à leur répertoire des chansons profanes, notamment politiques.
Mavis Staples enregistre son premier album solo en 1969.
Elle publie son douzième album studio, We get by, écrit et produit par Ben Harper, le 10 mai 2019.

## Discographie
- Mavis Staples (Volt, 1969)
- Only for the Lonely (Stax, 1970)
- A Piece of the Action (Curtom, 1977)
- Oh What a Feeling (Warner, 1979)[1]
- Mavis Staples (HDH, 1984)
- Don't Change Me Now (Volt/Ace, 1988)[2]
- Time Waits for No One (Paisley Park, 1989)
- The Voice (Paisley Park, 1993)
- Spirituals & Gospel: Dedicated to Mahalia Jackson avec Lucky Peterson (Verve, 1996)
- Have a Little Faith (Alligator, 2004)
- We'll Never Turn Back (Anti-, 2007) produit par Ry Cooder
- Live: Hope at the Hideout (Anti-, 2008)
- You Are Not Alone (Anti-, 2010) produit par Jeff Tweedy
- One True Vine (Anti-, 2013) produit par Jeff Tweedy
- Livin' on a High Note (2016) produit par M. Ward
- I'll Take You There, An All-Star Concert Celebration (2017) produit par Keith Wortman (album live)
- If All I Was Was Black, ANTI- Records, November 2017[3]
- We Get By (2019) écrit et produit par Ben Harper